# Montreuil-sur-Blaise
Montreuil-sur-Blaise település Franciaországban, Haute-Marne megyében. Lakosainak száma 132 fő (2022. január 1.). Montreuil-sur-Blaise Brousseval, Vaux-sur-Blaise és Wassy községekkel határos.

## Népesség
A település népességének változása:
| Lakosok száma | 232  | 145  | 129  | 157  | 150  | 161  | 165  | 147  | 138  | 132  |
|               | 1968 | 1982 | 1990 | 2006 | 2013 | 2015 | 2017 | 2019 | 2020 | 2022 |